# Katastrofa lotu Baikal Airlines 130
Katastrofa lotu Baikal Airlines 130 – katastrofa lotnicza samolotu Tupolew TU-154M należącego do linii Baikal Airlines, do której doszło 3 stycznia 1994 w Mamony w Rosji. W jej wyniku śmierć poniosło 125 osób (124 osoby na pokładzie samolotu i 1 osoba na ziemi).

## Wypadek
Na płycie postojowej w Irkucku uruchomienie wszystkich trzech silników odrzutowych zajęło 17 minut. Podczas rozruchu silnika nr 2 odnotowano dwukrotnie spontaniczne obroty turbosprężarki silnika. Po uruchomieniu wszystkich silników zaświeciła się kontrolka ostrzegawcza „niebezpieczne obroty rozrusznika”. Kontrolka nie zgasła po naciśnięciu przycisku wyłączania rozrusznika. Instrukcja obsługi nie opisywała działań, które należy podjąć w tej sytuacji, a załoga uznała, że ostrzeżenie jest fałszywe. Wszystkie parametry silnika wydawały się normalne i załoga postanowiła kontynuować lot.
Cztery minuty po starcie rozrusznik silnika nr 2 uległ niekontrolowanej awarii. Fragmenty turbiny przecięły przewody paliwowe, a w obszarze APU i silnika nr 2 wybuchł pożar. Załoga samolotu wyłączyła silnik nr 2 i uruchomiła wszystkie trzy butle gaśnicze. Pożaru jednak nie udało się opanować. Załoga samolotu nadała przez radio informację o pożarze silnika i powrocie na lotnisko. W międzyczasie pożar uszkodził przewody hydrauliczne, co doprowadziło do utraty układu hydraulicznego. Utracono kontrolę i samolot rozbił się między zabudowaniami gospodarczymi we wsi Mamony.

## Ofiary

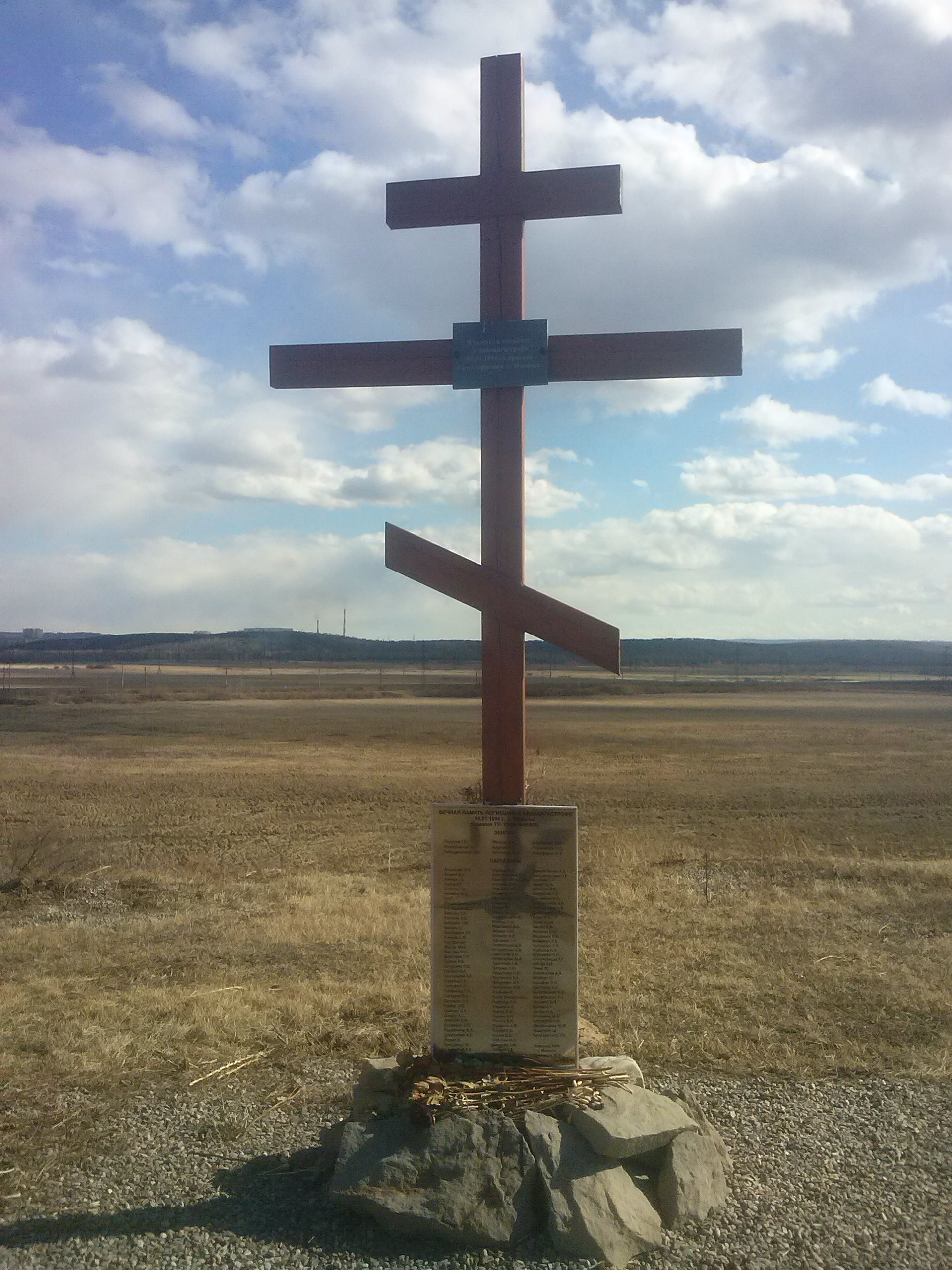
Krzyż z nazwiskami ofiar katastrofy

Na pokładzie lotu 130 znajdowało się 115 pasażerów i 9 członków załogi. Ówczesny minister transportu Witalij Jefimow oświadczył, że na pokładzie znajdowało się 4 dodatkowych pasażerów, których nie było na liście. Większość osób stanowili Rosjanie, ale potwierdzono obecność 16 obcokrajowców. Na pokładzie samolotu było pięcioro dzieci i jedno niemowlę.
| Kraj    | Pasażerowie | Załoga | Razem |
| ------- | ----------- | ------ | ----- |
| Rosja   | 99          | 9      | 108   |
| Niemcy  | 9           | 0      | 9     |
| Chiny   | 4           | 0      | 4     |
| Austria | 1           | 0      | 1     |
| Indie   | 1           | 0      | 1     |
| Japonia | 1           | 0      | 1     |
| Razem   | 115         | 9      | 124   |

Zginął także jeden pracownik gospodarstwa, które zniszczył samolot, a jedna pracownica została ranna.

## Dochodzenie
Śledztwo wykazało, że przyczyną katastrofy była awaria silnika spowodowana obecnością obcego obiektu wewnątrz silnika nr 2. Niepowstrzymana awaria doprowadziła do pożaru, który dodatkowo uszkodził przewody hydrauliczne samolotu. Następnie wyczerpujące się płyny hydrauliczne spowodowały, że piloci stracili kontrolę nad samolotem. 
Załogi samolotów nie ponoszą winy za katastrofę, ponieważ dochodzenie wykazało, że postępowały one zgodnie z udzielonymi instrukcjami i wykonywały swoje obowiązki zgodnie z odbytym szkoleniem lotniczym, a także wykazały się wysokim poziomem kwalifikacji zawodowych.